# Are You Ready to Rock
Are You Ready To Rock é o terceiro álbum da banda sueca de Melodic HardRock  Eclipse , lançado em 2008 pela gravadora Frontiers.

## Faixas
2008
1. Breaking My Heart Again (3:41)
2. Hometown Calling (3:16)
3. To Mend A Broken Heart (4:03)
4. Wylde One (3:58)
5. Under The Gun (4:39)
6. Unbreakable (3:25)
7. Hard Time Loving You (3:38)
8. Young Guns (3:22)
9. Million Miles Away (3:29)
10. 2 Souls (3:34)
11. Call Of The Wild (3:53)

### Faixas Bonus
- Haunted/Wanted (Karma) (4:48) na versão japonesa

## Créditos
- Erik Martensson
- Magnus Henriksson
- Miqael Persson

## Formação
- Erik Martensson
- Magnus Henriksson
- Robban Bäck
- Johan Berlin

## Técnicos
- Mixagem e produção de Erik Martensson e Magnus Henriksson